# Михайлюк Іван Андрійович (письменник)
Іва́н Андрі́йович Михайлю́к (1906—1988) — український письменник та журналіст, видавець та суспільний діяч.

## Життєпис
Народився 1906 року в селі Тростянець на Івано-Франківщині у селянській родині. Закінчив початкову школу; почав самотужки навчатися, йому помагали місцеві учителі і священники. Згодом навчався в Коломиї. Захопився літературою; збирав книжки та обмінювався ними. Належав до товариства прогресивних діячів, підтримував селянсько-робітничу течію. Спробував викладати свої думки в тодішніх тижневиках. Позитивні відгуки спонукали його до подальших літературних спроб. Учасник літературного об'єднання «Горно» і автор збірки «Колоски» (1930).
Іван Михайлюк стає в Коломиї видавцем і редактором журналів «Плуг» (1932—1933) та «Зеркало» (1935—1936 роки). Окрім періодики видавав й модні в тогочассі книжечки — як свої так і однодумців. Було видано дві збірки власних поезій — «Дорога» (1937) і «Парубки» (1938). Активна політична позиція та спрямування призвели до переслідувань — під тиском влади йому доводилося закривати видання і знаходити інші засоби для прожиття. Пробував себе у вчительстві в довколишніх селах — за цим заняттям його й застали «перші совіти» 1939 року. Осів в рідному селі; викладав у школі та формував місцеву бібліотеку. Коли почалася війна, пішов до лав Червоної Армії. Пройшов війну, повернувся до Тростянця й продовжував вчителювати там.
Продовжував писати: до місцевої періодики та складав вірші. Ділився спогадами війни та переймався новим ладом, робітничо-селянським — яким захоплювався. Але гіркі реалії більшовицького ладу охолодили його захоплення. В 1960-х роках спробував відновити свої творчі здобутки. Було випущено у Львові його першу збірку «Дорога» (суттєво прорецензовану). Потім вийшли дві збірки — «Наш Іван» (1963) і «День зеленоквітний» (1968). По тому він знову повернувся до своєї бібліотеки.
1971 року була утворена Івано-Франківська обласна письменницька організація, серед її зачинателів був й Іван Михайлюк.
Здійснював краєзнавчі дослідження. 1986 року вийшла друком збірка новел та спогадів «Моє село».
Помер 1988 року в Тростянці де й похований.

### Вийшли друком
- «Колоски» (1930);
- «Дорога» (1937);
- «Парубки» (1938);
- «Колоски» (1959) — завдяки зусиллям літературознавців Василя Лесина та Олекси Романця;
- «Наш Іван» (1963);
- «День зеленоквітний» (1968);
- «Моє село» (1986) — збірка новел і спогадів.